# Vexel
Vexel – polski zespół muzyczny grający muzykę disco polo i dance. Powstał w 1994 roku w Czarnej Białostockiej.

## Historia
Założycielami grupy są Andrzej Krawiec oraz Ireneusz Majewski. Przez pewien czas do zespołu należał Robert Igański, a także Beata Siemieniuk-Łapińska, która w roku 2012 zakończyła współpracę.
Następnie do zespołu dołączył Mateusz Chmielewski, młody producent muzyczny i kompozytor utworów.
Pierwszy materiał Jeszcze dzień został wydany na kasecie magnetofonowej w 1994 roku przez wytwórnię S.T.D. z Warszawy. Następnie były wydane kasety: Upływa życie w roku 1995 (pod nazwą zespołu Valentino) i Serca dwa w 1996 roku (wydana pod zmienioną nazwą grupy Cin Cin). W 2000 roku wydana została kaseta Wierzysz, wierzysz przez firmę Green Star z Białegostoku. Promowana była w programie muzycznym Disco Polo Live. W 2002 roku wydana została kaseta Stop stop przez firmę Green Star. W październiku 2009 roku na rynku pojawiła się płyta Gorące ciała nakładem Wydawnictwa Sun Music, a w roku 2010 płyta „Ola li Ola la” utrzymaną w klimatach turbo folk.

## Dyskografia
- Jeszcze dzień (1994)
- Wierzysz, wierzysz (2000)
- Stop stop (2002)
- Gorące ciała (2009)
- Ola li Ola la (2010)